# Rudolph Matt
Rudolph Matt (Sankt Anton am Arlberg, 10 settembre 1909 – 18 novembre 1993) è stato uno sciatore alpino austriaco.

## Palmarès

### Mondiali
- Oro a Innsbruck 1936 nello slalom speciale.